# Aliyah
Aliyah là sự nhập cư của người Do Thái vào Đất của Israel (Eretz Yisrael). Nó là một nguyên lý cơ bản của tư tưởng Do Thái, và một thành phần quan trọng của đạo Do Thái. Các hành động ngược lại, người Do Thái di cư từ Israel, được gọi là Yerida. Trong khi trở về Đất Thánh đã được một nguyện vọng của người Do Thái kể từ khi lưu đày, nhập cư Do Thái đến Palestine và Israel sau đó đã được liên tục kể từ năm 1882.
Aliyah được coi rộng rãi là một khái niệm văn hóa quan trọng của người Do Thái và một khái niệm cơ bản của chủ nghĩa phục quốc được tôn trọng trong Luật trở về của Israel, ban quyền cho bất kì Người Do Thái nào (được coi là như vậy bởi halakha và/hoặc luật pháp thế tục của Israel) và không đủ điều kiện người Do Thái (một đứa trẻ và một cháu của một Người Do Thái, người hôn phối của một Người Do Thái, người vợ / chồng của một đứa trẻ của một Người Do Thái và người phối ngẫu của một đứa cháu của một Người Do Thái), quyền pháp lý để hỗ trợ nhập cư và định cư ở Israel, cũng như quyền công dân Israel một cách tự động.